# Amatsukami
Amatsukami (天津神, 天つ神?, Kami del paradiso) è una categoria di kami nella mitologia giapponese. In generale, si riferisce ai kami nati o residenti a Takamagahara.
Amatsukami è una delle tre categorie di kami, insieme alla loro controparte terrena kunitsukami (国津神, 国つ神?) e yaoyorozu-no-kami (八百万の神?).

## Descrizione
Amatsukami si riferisce ai kami residenti a Takamagahara, così come ai kami nati a Takamagahara ma che in seguito scesero in Giappone.
Secondo l'evento mitologico kuni-yuzuri, dopo che Takemikazuchi sconfisse Takeminakata e pacificò Ashihara no nakatsukuni, Ōkuninushi, capo dei kunitsukami e il sovrano originario di Ashihara no nakatsukuni, accettò di rinunciare al regno. Amaterasu nominò Ninigi-no-Mikoto come nuovo sovrano di Ashihara no nakatsukuni che divenne l'antenato della dinastia imperiale giapponese.

## Elenco degli amatsukami
- Kotoamatsukami
  - Amenominakanushi
  - Takamimusubi
  - Kamimusubi
  - Umashiashikabihikoji
  - Amenotokotachi
- Kamiyonanayo
  - Kuninotokotachi
  - Toyokumonu
  - Suhijini e Uhijini
  - Tsunuguhi e Ikuguhi
  - Otonoji e Otonobe
  - Omodaru e Ayakashikone
  - Izanagi e Izanami
- Shusaishin
  - Amaterasu
- Altri
  - Ame no Hohi
  - Ame-no-Koyane
  - Ame-no-oshihomimi
  - Ame-no-Tajikarao
  - Ama-no-Uzume
  - Ame no Wakahiko
  - Futodama
  - Ninigi-no-Mikoto
  - Omoikane
  - Takemikazuchi
  - Tamanooya-no-Mikoto